# Donatien-Marie-Joseph de Vimeur, vicomte de Rochambeau
Donatien-Marie-Joseph de Vimeur, vicomte de Rochambeau, francoski častnik, * 1750 ali 1755, † 16. oktober 1813, Leipzig.
Njegov oče je bil general Jean-Baptiste Donatien de Vimeur, ena ključnih osebnosti v ameriški vojni za neodvisnost. Donatien-Marie-Joseph je začel vojaško kariero kot njegov pomočnik.
Leta 1802 je bil poslan da ponovno vzpostavi francosko oblast na otoku Saint Domingue (danes Haiti). Njegova brutalna taktika je bila odgovorna za združitev črnskih in kreolskih čet na otoku in po njegovi predaji leta 1803 je Haiti razglasil neodvisnost od Francije.
Na poti nazaj so ga ujeli Britanci in ga odvedli v Anglijo kot ujetnika. V Angliji je ostal skoraj 9 let, dokler ga niso leta 1811 zamenjali. Vrnil se je na družinsko posestvo, kjer se je posvečal urejanju zbirke zemljevidov, ki jo je začel njegov oče. Jeseni 1813 je sodeloval v boju proti Napoleonu. Umrl je 16. oktobra 1813, tri dni po zmagoviti bitki narodov, v kateri je bil smrtno ranjen.